# باكباك التركي
باكباك التركي هو كان حاكم مصر وكان لدية قائد حرس اسمه أحمد بن طولون الذي كان باكباك متزوج من أمه ثم آلت بعده إلى الوالي التركي برقوق الذي كان أبا زوجة ابن طولون، وأناب كل منهما ابن طولون للقيام بأمر مصر، فوليها في سنة 254هـ 868م.